# Телефонски секс
Телефонски секс (енгл. Hot line) јест врста виртуелног секса између две или више особа путем телефона, при којем један од учесника мастурбира, укључује се у сексуалне фантазије или се узбуђује. 
Разговор у телефонском сексу може бити у облику играних назнака, сексуалне анегдоте, отвореног исказивања љубави или расправе о личним и осетљивим темама. Може се поделити на две групе — комерцијални и приватни. Комерцијални телефонски секс наплаћује се путем услуга локалног телекома. Приватни телефонски секс јест разговор између две особе које су у вези или се познају и где нема наплате разговора.
Међу најцењеније атрибуте професионалца телефонског секса спадају глас, глума, могућности играња улоге скупа са искуствима разликовања и одговарајуће реакције на различите захтеве клијената.
У земљама у којима је телефонски секс законит, понуда служби типично оглашава своје службе у мушким магацинима, видеима и ноћним ТВ програмима иако се све већи број огласа одвија на интернету. То оглашавање се односи све више на мушкарце који су углавном клијенти телефонскиг секса. 

## Као врста виртуелног секса
Телефонски секс је сродан рачунарском сексу или сексуалном дописивању који је за разлику од телефонског секса обично ненаплатив и с малим тржиштем. Не постоји никаква физичка интеракција између радника и муштерије телефонског секса. Ради се на удаљености и прилика за физичку интимност је непрактична и недоступна.
Зависно од врсте службе, фреквенције и методе говора, телефонски секс може бити врло скуп.